# جوسيب ماريا سالا
جوسيب ماريا سالا (بالإسبانية: Josep María Sala) هو لاعب كرة قدم إسباني، ولد في 24 أبريل 1964 في سان هايبولايتو دي فولتريجا في إسبانيا. شارك مع منتخب كاتالونيا لكرة القدم. أما مع النوادي، فقد لعب مع نادي ألباسيتي.